# U-89 (1941)
U-89 – niemiecki okręt podwodny (U-Boot) typu VII C z okresu II wojny światowej. Okręt wszedł do służby w 1941 roku. Jedynym dowódcą był KrvKpt. Dietrich Lohmann.

## Historia
Okręt został włączony do 8. Flotylli U-Bootów celem treningu i zgrania załogi. Od maja 1942 roku w składzie 9. Flotylli jako jednostka bojowa. 
Okręt odbył 5 patroli bojowych, podczas których zatopił 4 statki o łącznej pojemności 13815 BRT (w tym kuter rybacki).
U-89 został zatopiony 12 maja 1943 roku na północnym Atlantyku na północ od Azorów przez samolot Fairey Swordfish z lotniskowca eskortowego HMS „Biter” oraz okręty: niszczyciel HMS „Broadway” i fregatę HMS „Lagan”. Zginęła cała 48-osobowa załoga U-Boota.